# Глейсон Бремер
Глейсон Бремер Силва Насименту (порт. Gleison Bremer Silva Nascimento более известный, как Глейсон Бремер порт. Gleison Bremer, бразильский португальский: [ˈɡlɛjsõ ˈbɾɛmɛʁ]; род. 18 марта 1997, Итапитанга, Баия) — бразильский футболист, защитник клуба «Ювентус» и сборной Бразилии. Участник чемпионата мира 2022 года.

## Клубная карьера
Бремер — воспитанник клубов «Деспортиво Бразил» и «Атлетико Минейро». 26 июня 2017 года в матче против «Шапекоэнсе» он дебютировал в бразильской Серии А, в составе последнего. 13 мая 2018 года в поединке против «Атлетико Паранаэнсе» Глейсон забил свой первый гол за «Атлетико Минейро». Летом того же года Бремер перешёл в итальянский «Торино», подписав контракт на пять лет. В матче против «Ромы» он дебютировал в итальянской Серии A. 30 ноября 2019 года в поединке против «Дженоа» Глейсон забил свой первый гол за «Торино». 
В июле 2022 года Бремер перешёл в «Ювентус», подписав с клубом контракт до 2027 года. 15 августа в матче против «Сассуоло» он дебютировал за новую команду. Дебютный гол за клуб Глейсон забил 11 сентября 2022 года в поединке против «Салернитаны».

## Международная карьера
В сентябре 2022 года получил вызов в национальную сборную Бразилии. Дебютировал за сборную 23 сентября 2022 года в матче против Ганы.
В ноябре 2022 года Бремер попал в окончательную заявку на чемпиона мира в Катаре. На турнире он сыграл в матчах против сборных Камеруна и Южной Кореи.

## Достижения
«Ювентус»
- Обладатель Кубка Италии: 2023/24